# Lakeline
Lakeline és una població dels Estats Units a l'estat d'Ohio. Segons el cens del 2000 tenia 165 habitants.

## Demografia
Segons el cens del 2000, Lakeline tenia 165 habitants, 66 habitatges, i 41 famílies. La densitat de població era de 796,3 habitants per km².
Dels 66 habitatges en un 27,3% hi vivien nens de menys de 18 anys, en un 48,5% hi vivien parelles casades, en un 7,6% dones solteres, i en un 36,4% no eren unitats familiars. En el 28,8% dels habitatges hi vivien persones soles el 12,1% de les quals corresponia a persones de 65 anys o més que vivien soles. El nombre mitjà de persones vivint en cada habitatge era de 2,5 i el nombre mitjà de persones que vivien en cada família era de 3,12.
Per edats la població es repartia de la següent manera: un 23,6% tenia menys de 18 anys, un 4,8% entre 18 i 24, un 30,3% entre 25 i 44, un 22,4% de 45 a 60 i un 18,8% 65 anys o més.
L'edat mediana era de 41 anys. Per cada 100 dones de 18 o més anys hi havia 100 homes.
La renda mediana per habitatge era de 46.250 $ i la renda mediana per família de 50.000 $. Els homes tenien una renda mediana de 35.833 $ mentre que les dones 22.083 $. La renda per capita de la població era de 17.218 $. Cap de les famílies i el 5% de la població estaven per davall del llindar de pobresa.

## Poblacions més properes
El següent diagrama mostra les poblacions més properes.